# グランシャリオカップ
グランシャリオカップ（Grand Chariot Cup）とは、かつてホッカイドウ競馬が旭川競馬場で施行していた3歳限定ダートグレード競走である。「スポーツニッポン賞 グランシャリオカップ」と呼称された（2001年から2003年現在）。
正賞はスポーツニッポン新聞社賞、日本中央競馬会理事長賞、日本馬主協会連合会長奨励賞、全国公営競馬馬主連合会長賞、地方競馬全国協会長賞、社団法人JBC協会会長賞（シンジケート・コマンダーインチーフ会）、社団法人日本軽種馬協会会長賞、北海道知事賞（2003年）。

## 概要
1996年に創設され、翌1997年よりダート競走格付け委員会によってGIIIに格付けされたダートグレード競走。距離は1600メートルで施行。
1999年以降は、同時期に大井競馬場で3歳限定統一GIのジャパンダートダービーが行われるようになったため、相対的に出走メンバーが手薄となることが多かった。
ホッカイドウ競馬の経営難を理由に、2003年第8回をもって当面施行を休止すると発表された。
レース名の「グランシャリオ」はフランス語で「北斗七星」の意味。なお2009年から門別競馬場で実施されるナイター競走の愛称が「グランシャリオナイター」となることが発表された際にホッカイドウ競馬では、この競走名に対するファンからの復活の声が多かったと発表している。

## 競走条件
出走資格（2003年）
サラブレッド系3歳オープン
負担重量（2003年）
ホッカイドウ競馬の成績表では「別定」と記載。地方競馬全国協会ならびに日本中央競馬会（JRA）では「定量」と記載。

## 賞金・副賞
賞金（2002年 - 2003年）
1着2000万円、2着600万円、3着400万円、4着240万円、5着160万円
創設から2001年（第6回）までは、1着3000万円、2着900万円、3着600万円、4着360万円、5着240万円であった。
（出典：「各回競走結果の出典」節の「JBISサーチ」）
副賞
スタリオンシリーズ競走に指定されており、以下に掲げる種牡馬の種付権が副賞として贈られていた（出典の確認ができるもののみ記載）。
| 年     | 対象種牡馬           | 対象種牡馬         | 出典  |
| 年     | 1着馬の馬主へ        | 2着馬の馬主へ      | 出典  |
| ------ | -------------------- | ------------------ | ----- |
| 2002年 | コマンダーインチーフ | ホワイトマズル     | [ 8 ] |
| 2003年 | コマンダーインチーフ | スターオブコジーン | [ 8 ] |

## 歴代優勝馬
| 回数  | 施行日        | 優勝馬             | 性齢 | 所属 | 勝時計 | 優勝騎手 | 管理調教師 | 馬主                                 |
| ----- | ------------- | ------------------ | ---- | ---- | ------ | -------- | ---------- | ------------------------------------ |
| 第1回 | 1996年7月18日 | ヒダカリージェント | 牡3  | JRA  | 1:40.9 | 本田優   | 星川薫     | （株）ヒダカ・ブリーダーズ・ユニオン |
| 第2回 | 1997年7月24日 | テイエムメガトン   | 牡3  | JRA  | 1:42.3 | 菊地昇吾 | 鹿戸明     | 竹園正繼                             |
| 第3回 | 1998年7月22日 | ウイングアロー     | 牡3  | JRA  | 1:41.5 | 南井克巳 | 工藤嘉見   | 池田實                               |
| 第4回 | 1999年7月21日 | マイシーズン       | 牡3  | JRA  | 1:42.4 | 武幸四郎 | 鹿戸幸治   | 高田久成                             |
| 第5回 | 2000年7月13日 | マイネルブライアン | 牡3  | JRA  | 1:39.4 | 藤田伸二 | 宮徹       | （株）サラブレッドクラブ・ラフィアン |
| 第6回 | 2001年7月25日 | イシヤクマッハ     | 牡3  | JRA  | 1:38.8 | 本田優   | 田所秀孝   | 瀬渡良三                             |
| 第7回 | 2002年7月25日 | マイネルディバイン | 牡3  | JRA  | 1:42.1 | 飯田祐史 | 坪憲章     | （株）サラブレッドクラブ・ラフィアン |
| 第8回 | 2003年7月24日 | エコルプレイス     | 牡3  | JRA  | 1:43.0 | 福永祐一 | 松田國英   | 金子真人                             |

### 各回競走結果の出典
- グランシャリオカップ 歴代優勝馬 - 地方競馬全国協会、2014年8月31日閲覧

- JBISサーチ　2014年8月31日閲覧
  - 1996年，1997年，1998年，1999年，2000年，2001年，2002年，2003年